# Service Creek
Service Creek (korábban Sarvicecreek majd Servicecreek) az Amerikai Egyesült Államok északnyugati részén, Oregon állam Wheeler megyéjében, a Service-patak mentén elhelyezkedő önkormányzat nélküli település.
Az 1918 és 1956 között működő posta első vezetője Rosa Mae Tilley volt. Az 1908-tól az 1940-es évekig iskolaként, közösségi házként és templomként szolgáló épületet a közútfejlesztések miatt lebontották.

## Fordítás
- Ez a szócikk részben vagy egészben  a   Service Creek című angol Wikipédia-szócikk ezen változatának fordításán alapul.  Az eredeti cikk szerkesztőit annak laptörténete sorolja fel. Ez a jelzés csupán a megfogalmazás eredetét és a szerzői jogokat jelzi, nem szolgál a cikkben szereplő információk forrásmegjelöléseként.